# Bassewitzfest Kyritz

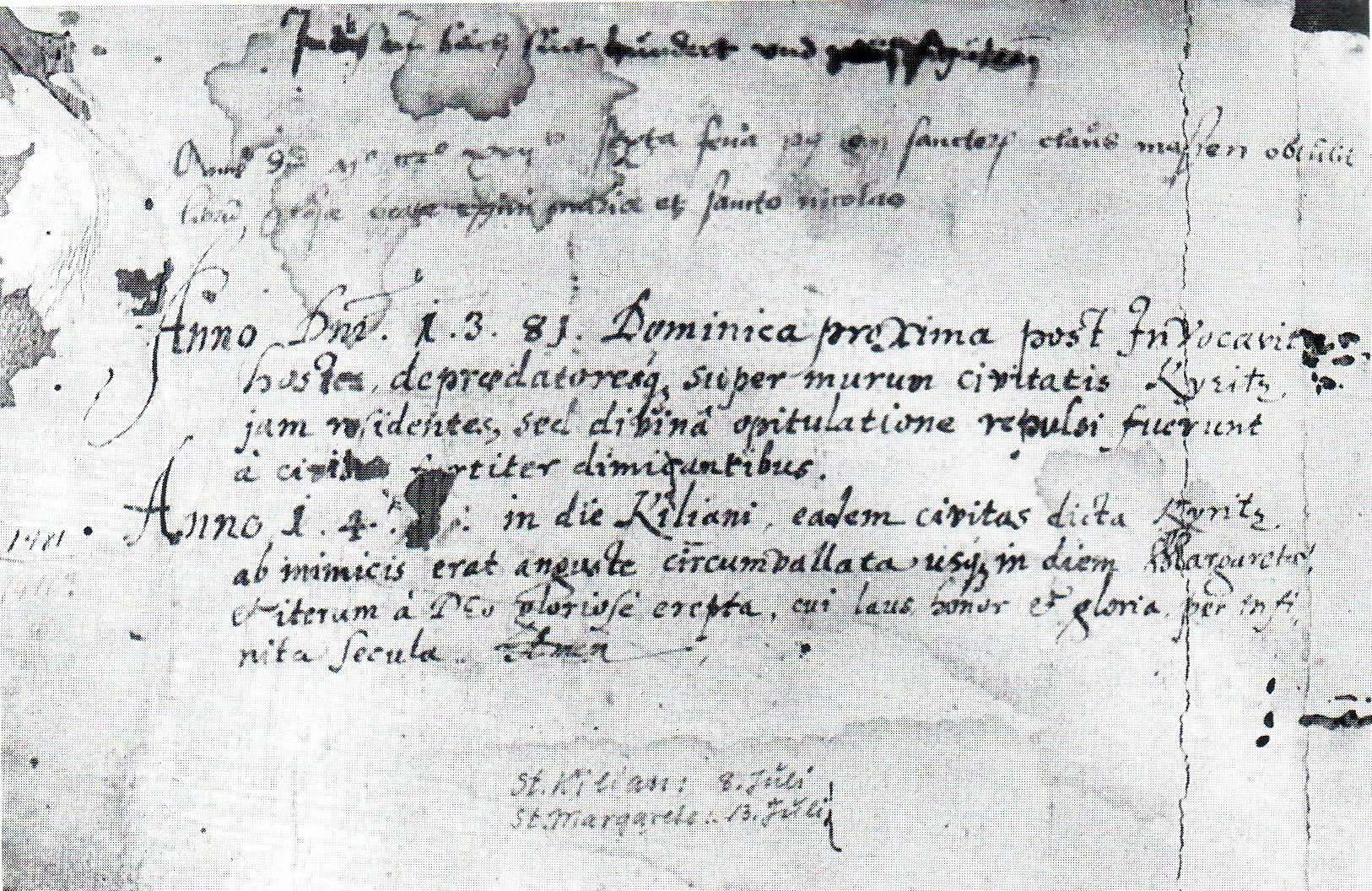
Einträge in die Ratsbibel

Bezwingung des Raubritters Bassewitz auf einem Geldschein von 1921

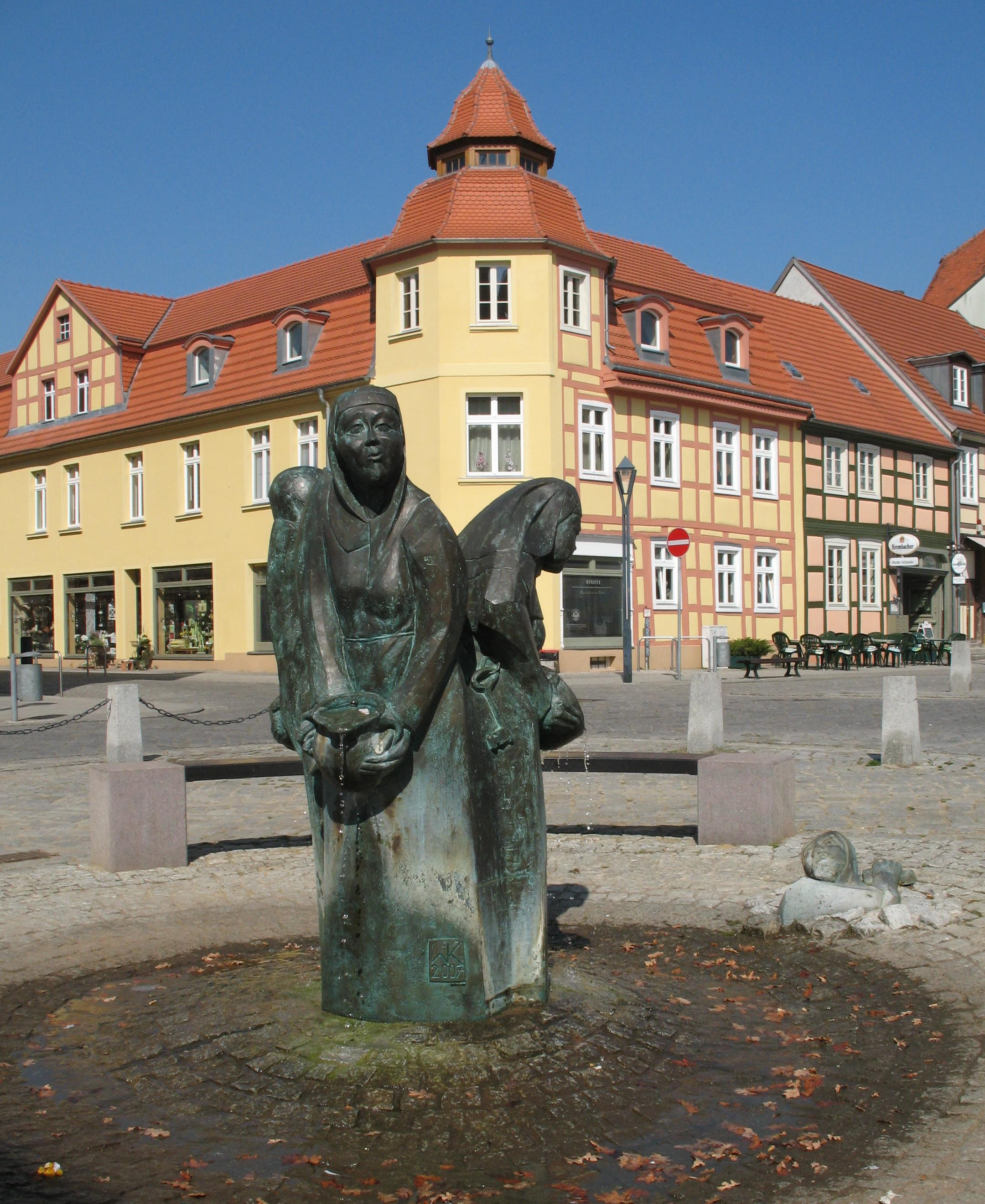
Kyritzer Brunnen mit Marktfrauen, im Hintergrund Ritter Bassewitz aus dem Boden kommend

Das Bassewitzfest geht zurück auf den jährlichen Gedenktag am Montag nach Invocavit an eine überstandene Belagerung aus dem Jahr 1381. Bis heute wird der Jahrtag von der Kyritzer Kirche abgehalten. Nach dem Gottesdienst werden Rundstücke (große Semmeln) und Hedwecken (Weißgebäck) verteilt. An der Stadtmauer zeigt man ein Steinkreuz, das sich auf die Belagerung beziehen soll.

## Geschichte
In der Kyritzer Tradition werden die beiden überstandenen Belagerungen 1381 und 1411 auf den mecklenburgischen Raubritter Kurt von Bassewitz bezogen. Ältestes derzeit bekanntes Zeugnis sind zwei Einträge in der so genannten Kyritzer Ratsbibel, die wohl aus dem 17. Jahrhundert stammen. In ihnen ist aber weder von einem von Bassewitz noch von der Stiftung eines Dankfestes die Rede.
Theodor Fontane schreibt: Am 4. März 1381 zog ein von Bassewitz vor Kyritz und bestürmte die Stadt. Und siehe da, schon waren die Mauern erstiegen, als sich die Bürgerschaft noch einmal zu verzweifelter Gegenwehr zusammentat und in einem Ausfall den Feind zurückschlug und besiegte. Dieser aber getröstete sich, »daß ein Engel auf der Mauer gestanden und irdische Kraft und Tapferkeit zuschanden gemacht habe« Und in der Anmerkung: Dies 1381er Ereignis fällt in der Überlieferung mit einem gerade dreißig Jahre später stattfindenden, ebenfalls von einem von Bassewitz unternommenen Angriff auf Kyritz zusammen. Dieser zweite von Bassewitz, der des 1381 seitens der Bürgerschaft so tapfer abgeschlagenen Sturmes gedenken mochte, beschloß, diesmal mittelst eines unterirdischen Ganges in die Stadt einzudringen. Es traf sich aber, daß ein schwerer Verbrecher im Stadtturme saß, der hörte das Wühlen und Klopfen und ließ dem Bürgermeister melden, daß er ihm etwas Wichtiges entdecken wolle, wenn man ihm das Leben schenke. Das wurde zugestanden. Und nun erzählte der Gefangene von dem Wühlen und Graben, das er in der Tiefe gehört habe. Zur Sicherheit ließ man eine Trommel bringen und streute Erbsen darauf. Da begannen diese hin und her zu springen von der Erschütterung, die die unterirdische Arbeit verursachte. Nun war man sicher, und als bald danach der von Bassewitz, statt in der Kirche, wie sein Plan gewesen war, auf offenem Marktplatz zutage stieg, wurde er gefangengenommen, entwaffnet und mit seinem eigenen Schwerte hingerichtet. Schwert und Panzer aber befinden sich bis diesen Tag im Rathause, während die Stadt selbst alljährlich am Montage nach Invocavit ihr doppeltes Bassewitzfest feiert.